# Павлушкин, Николай Михеевич
Николай Михеевич Павлушкин (1905, Бытошь, Орловская губерния — 1984) — советский учёный в области прикладной химии, доктор технических наук, профессор, лауреат Ленинской премии (1963).

## Биография
Родился в 1905 году в поселке Бытошь.
Рано потерял отца и с 13 лет работал. Был рабочим, курьером, счетоводом. С 1935 года участвовал в комсомольской и партийной работе.
В 1932 году по направлению поступил в Московский химико-технологический институт (МХТИ), который окончил с отличием в 1937 году. В 1939 году возглавил Харьковский химико-технологический институт, руководил институтом до 1941 года. В 1941—1947 годах — начальник Главного управления учебными заведениями Министерства химической промышленности.
С 1947 года и до конца жизни работал на кафедре технологии стекла и стеклопластиков МХТИ. В 1950 году защитил кандидатскую диссертацию, в 1960-м — докторскую.
Занимал должности проректора по научной работе (1964—1970 гг.), декана факультета химической технологии силикатов, заведующего кафедрой технологии стекла (1965—1984).

## Почётные звания
Удостоен званий лауреата Ленинской премии (1963), Заслуженного деятеля науки и техники РСФСР.
Похоронен на Кунцевском кладбище (10 уч.).

Могила Павлушкина Н.

## Научные интересы
Был известен как ведущий специалист в области химии и технологии стекла, стеклокристаллических материалов.
Совместно с И. И. Китайгородским создал уникальный металлорежущий стеклокристаллический материал — микролит, износостойкость которого превышает износостойкость инструментальных материалов на металлической основе.
Разработал технологию катализированной кристаллизации стекол и методы управления этими процессами. Разработки были внедрены на заводе «Автостекло» в г. Константиновке Донецкой области, в 1966 году было создано автоматизированное производство шлакоситалла методом непрерывного проката — первая в мире поточная механизированная линия.